# Jean-Baptiste Deshays

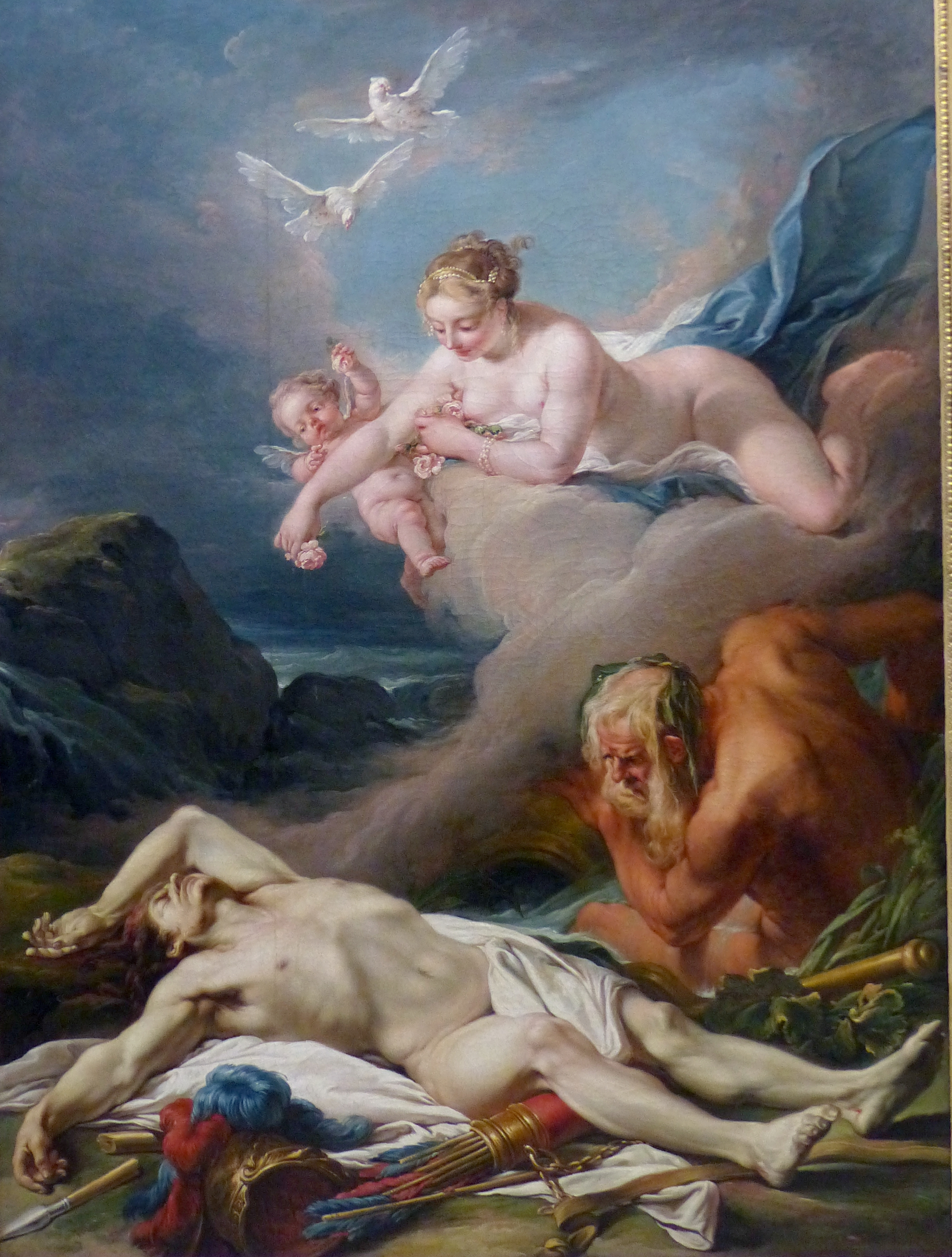
Hektor am Xanthus-Ufer (Hector exposé sur les rives du Scamandre), 1759, Öl auf Leinwand, 245 × 182,5 cm, Musée Fabre, Montpellier

Jean-Baptiste Henri Deshays de Colleville, genannt Deshays oder «le Romain» (* 27. November 1729 in Colleville bei Rouen; † 10. Februar 1765 in Paris), war ein französischer Historienmaler. 

## Leben
Jean-Baptiste Deshays begann seine Malerlehre in Rouen bei seinem Vater, Jean-Dominique Deshays und setzte sie fort bei Jean-Baptiste Descamps in seiner Ecole Gratuite de Dessin. Danach ging er nach Paris, wo er in den Ateliers von Hyacinthe Collin de Vermont und zwischen 1749 und 1751 bei Jean Restout dem Jüngeren studierte. In diesem Zeitraum nahm Deshays am Wettbewerb Prix de Rome teil und gewann den zweiten Preis.
Er blieb von 1754 bis 1757 unter der Leitung von Charles-Joseph Natoire an der Académie de France in Rom, was ihm den Spitznamen „Roman“ einbrachte. Nach dem Aufenthalt in Rom absolvierte er die dreijährige Ausbildung in der École des eleves protégés unter der Leitung von Charles André van Loo.
Er wurde 1758 Mitglied der Königlichen Akademie für Malerei und Bildhauerei.
Deshays heiratete die ältere Tochter von François Boucher. Sein jüngerer Bruder, François Bruno Deshays de Colleville wurde Porträtist.

## Werke
- Hector exposé sur les rives du Scamandre, 1759, Musée Fabre, Montpellier[1]
- La Résurrection de Lazare, um 1763, The Horvitz Collection, Boston[1]